# Marcel Hernández
Marcel Hernández Campanioni (L'Avana, 11 luglio 1989) è un calciatore cubano, centrocampista dell'Herediano e della nazionale cubana.
Partecipa alla Caribbean Cup 2012 svoltasi ad Antigua e Barbuda, segnando per la sua nazionale il gol vittoria nella finale contro la nazionale di Trinidad e Tobago al minuto 113 dei tempi supplementari, contribuendo così al primo titolo della nazionale caraibica nella competizione.

## Palmarès

### Club

#### Competizioni nazionali
- Campionato costaricano: 1

Herediano: Apertura 2024

### Nazionale
- Coppa dei Caraibi: 1

2012